# Caproni Ca.60
Caproni Ca.60 Transaereo (známý také jako Noviplano nebo Capronissimo) byl experimentální devítiplošný létající člun italské firmy Caproni. Tento dopravní letoun měl být schopen pojmout 100 cestujících a osmičlennou posádku. První a jediný let se uskutečnil 4. března 1921 nad jezerem Lago Maggiore na hranicích Itálie a Švýcarska. Letoun pohánělo osm motorů, nosné plochy tvořily tři trojplošné řady křídel. Plováky po stranách každé řady křídel měly zajišťovat stabilitu člunového trupu při vzletu a přistání. Byl vyroben pouze jeden kus tohoto typu, který se zřítil do jezera po krátkém prvním letu, kdy dostoupal do výšky pouhých 18 metrů. Letoun byl neopravitelně poškozen. Osádka havárii přežila nezraněna. Vrak byl odvlečen na břeh a později byl zničen požárem.

## Specifikace

### Technické údaje
- Osádka: 2 piloti, 6 členů personálu
- Kapacita: 100 cestujících
- Délka: 23,45 m
- Rozpětí: 30 m
- Výška: 9,15 m
- Vzletová hmotnost : 26 000 kg
- Pohonná jednotka: 8× vidlicový dvanáctiválec Liberty 12
- Výkon pohonné jednotky: 400 k (298 kW)

### Výkony
- Cestovní rychlost: 130 km/h
- Dolet: 660 km
- Poměr výkon/hmotnost: 11 W/kg